# Bonjour tristesse
Pour les articles homonymes, voir Bonjour tristesse (homonymie).
Bonjour tristesse est le premier roman de Françoise Sagan, publié le 15 mars 1954 alors qu'elle n'a que 18 ans. Le scandale qui éclata à la sortie de l'œuvre contribua à son succès. Le roman a reçu le prix des Critiques la même année. Son titre est tiré du deuxième vers du poème « À peine défigurée » du recueil La Vie immédiate de Paul Éluard, publié en 1932.

## Résumé
Cécile, lycéenne parisienne qui vient de rater son baccalauréat, passe l’été de ses dix-sept ans dans une belle villa de la Côte d’Azur avec son père Raymond et la maîtresse de ce dernier, Elsa. Cécile et son père, qui ont une relation fusionnelle, veulent faire du plaisir un programme et du bon temps un mot d'ordre en profitant du soleil, des joies de la baignade et de la lecture, des sorties et des discussions nocturnes.
Ce père âgé de quarante ans, veuf depuis quinze ans, est un homme riche et attirant qui enchaîne les conquêtes. Cécile et Elsa, jeunes, d'un caractère facile et surtout intéressées par la vie mondaine, s'entendent bien. Cécile, un peu naïve, tente de paraître adulte et apprécie la compagnie d'hommes du même âge que son père. Sa vie amoureuse est sans relief jusqu'à sa rencontre avec Cyril, un étudiant en droit de 26 ans.
L'ambiance change radicalement quand Raymond annonce l'arrivée d'Anne, une amie de sa femme. Anne a accepté contre toute attente l'invitation. Différente des autres femmes qui gravitent autour de lui, Anne est une femme stricte et moralisatrice qui apprécie la culture, les bonnes manières et l’intelligence. Dès son arrivée, un combat subtil commence entre les trois femmes. Elsa tente de maintenir la relation avec Raymond, qu'elle devine attiré par Anne, laquelle pense avoir trouvé en lui le vrai amour. Quant à Cécile, elle voue une certaine admiration à Anne, qui lui a beaucoup appris et qu'elle considère comme la femme la plus importante dans sa vie, cependant elle craint que sous son influence son père se sédentarise, et ne veut pas perdre la complicité qui les lie, ainsi qu'une « liberté » qui lui permet de négliger ses devoirs de vacances et plus généralement ses études, au profit de journées passées à la plage.
Anne prend en main la vie de Cécile très vite et la contraint même à réviser pour l'examen de rattrapage de son baccalauréat. De plus, elle manifeste sa réprobation vis-à-vis de la relation avec Cyril (interdisant à ce dernier de voir Cécile). Peu à peu, Raymond s’éloigne d’Elsa et devient de plus en plus fasciné par la femme responsable et sensée qu'est Anne. Ils décident finalement de se marier, et Elsa doit quitter la villa. Anne se révèle « intransigeante et résolue à réformer le père et la fille à sa façon ».
Cécile a du mal à accepter ce dénouement, pressentant la perte de toute une vie précieuse à ses yeux : la fin de sa complicité avec son père, ainsi que la fin des rencontres avec des hommes intéressants, des femmes mondaines, et la fin de beaucoup d’amusements. Elle persuade son ami Cyril de simuler une aventure avec Elsa pour rendre Raymond jaloux. Le stratagème fonctionne. Il est irrité de voir son ancienne maîtresse se tourner vers un homme plus jeune et la reconquiert. Comme Cécile l'a planifié, Anne les surprend et voit ses rêves se briser. Désespérée, elle quitte la villa et se tue dans un accident de voiture sans témoin, probablement un suicide.
Dans un premier temps, Cécile et son père sont inconsolables, et elle se rend compte que c’est en grande partie sa faute si cette femme remarquable est morte. Mais plus tard, le père et sa fille reprennent leur vie facile, en sachant qu'ils n’oublieront jamais cette femme extraordinaire — ni le sentiment dont ils ont fait la connaissance à cause de sa mort : la tristesse.

## Autour de l'œuvre
L'été 1953, Françoise Quoirez rédige en cachette en six semaines son roman. Elle le confie à sa première lectrice, son amie Florence Malraux, qui est impressionnée, et fait jouer ses relations. Le manuscrit est ainsi remis à Colette Audry, collaboratrice aux Temps modernes qui tombe sous le charme de cette œuvre d'une adolescente qui a parfaitement saisi l'inconscience cruelle de cet âge. Audry convainc Françoise de modifier la fin pour la rendre plus énigmatique.
Le 6 janvier 1954, Françoise Quoirez dépose Bonjour tristesse, qu'elle a fait taper à la machine, chez René Julliard (éditeur des Temps modernes) et chez la maison Plon avec, pour seules précisions, son nom, son adresse, son numéro de téléphone et sa date de naissance. Julliard perçoit immédiatement le succès que peut obtenir un livre aux thèmes aussi neufs, signé par un auteur aussi jeune, dans un style soigné. L'écrivaine est mineure à l'époque et son père, par peur de voir la famille harcelée après recherche de son nom, qui n'a qu'une occurrence dans l'annuaire, lui conseille de prendre un pseudonyme. Françoise, qui adore déjà Marcel Proust, choisit celui du prince de Sagan dans À la recherche du temps perdu.
Éditeur d'avant-garde audacieux, René Julliard la signe en premier. Se rappelant le scandale provoqué par la sortie en 1923 du roman du jeune Raymond Radiguet Le Diable au corps, il décide d'insister sur l'âge de Sagan pour nimber l'ouvrage d'une réputation sulfureuse en le sortant estampillé d'un bandeau sur lequel est écrit « le diable au cœur ». Lancé à 20 000 exemplaires le 15 mars 1954, sur fond d'émancipation féminine, le roman reçoit un accueil critique suspicieux. Le 25 mai, Bonjour tristesse est couronné du prix des Critiques, ce qui suscite l'intérêt de la presse et rend désormais la critique élogieuse. Pour cette dernière, l'auteur tient à la fois lieu de « Radiguet en jupon » et de « nouvelle Colette ». Le 1er juin, le romancier catholique  François Mauriac entreprend dans la une du Figaro de contester cette nouvelle stature d'auteur en condamnant le « dévergondage de l'adolescence féminine, plaie d'une époque où les plaies ne se comptent plus ». Qualifiant l'auteur de « charmant petit monstre de dix-huit ans », l'éditorial de Mauriac donne lieu à d'innombrables polémiques qui participent au grand succès public du livre, ce qui rend la jeune romancière riche et célèbre en un temps record ; elle dira à ce sujet : « La gloire, je l'ai rencontrée à 18 ans en 188 pages, c'était comme un coup de grisou. »

## Postérité

### Succès
- Les ventes atteignent deux millions d'exemplaires en 2011[14] (soit l'un des plus grands best-sellers de l'histoire de l'édition française).[réf. nécessaire]
- Le roman est présent dans la liste des « cent livres du siècle », classement français établi au printemps 1999 dans le cadre d'une opération organisée par la Fnac et Le Monde.

### Littérature jeunesse
- Le roman se diffuse avec le temps dans la littérature d'enfance et de jeunesse pour atteindre un lectorat de collégiens. En 2014, les éditions Hachette le publient dans la collection « Biblio collège » accompagné de dossiers de lecture[15].

## Adaptations

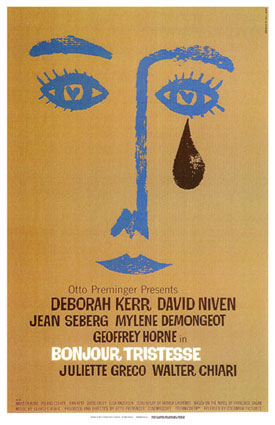
Affiche de Saul Bass pour Bonjour tristesse, adaptation cinématographique d'Otto Preminger sortie en 1958.

Au cinéma
1955 : Chante-moi Bonjour tristesse, film italien de Giorgio Pàstina, avec Giacomo Rondinella, Milly Vitale et Arnoldo Foà
1958 : Bonjour tristesse, film américain d'Otto Preminger, avec Deborah Kerr, David Niven et Jean Seberg
2024 : Bonjour tristesse, film canado-allemand de Durga Chew-Bose, avec Lily McInerny, Claes Bang et Chloë Sevigny
À la télévision
1965 : Bonjour tristesse, téléfilm français de François Chatel, avec Anne Vernon, Michel Auclair et Élisabeth Ercy
1995 : Bonjour tristesse, téléfilm français de Peter Kassovitz, avec Christine Boisson, François Marthouret et Sarah Bertrand
À la radio
1968 : Bonjour tristesse, réalisé par Jean Maurel pour Radio Luxembourg.
2014 : Bonjour tristesse, réalisé par Laure Egoroff et interprété par Clémence Poésy.
En bande dessinée
2018 : Bonjour tristesse, adapté et dessiné par Frédéric Rébéna, éditions Rue de Sèvres,,.

## Hommage
- 2005 : Bonjour tristesse, chanson écrite et interprétée par Alain Souchon en hommage à Françoise Sagan, dans l'album La Vie Théodore.